# 蔡淳佳
蔡 淳佳（ツァイ・チュンジア、英語名ジョイ・ツァイまたはジョイ・チュア、1978年8月3日 - ）は、シンガポールの女性歌手。「涙そうそう」や中島美嘉の「雪の華」など多くのJ-POPを中国語でカバーしている。2000年に台湾でデビューし、その後紆余曲折を経て活動の場をシンガポールに移し、自己レーベル「Joi Music」を起ち上げて活動している。
名前の表記について、「蔡」を中国標準語（北京語/普通話）で発音すると「ツァイ (英: tsai)」だが、シンガポール華人の言語の一つである閩南語（福建語）では人名の場合は「チュア (英: chua)」に近い発音をするため、自身のウェブページでは英語において全て「Joi Chua」と表記している。しかし、中華圏のウェブページでは英語名の紹介において「tsai」と「chua」が混在している。日本では中華圏のCDを扱う通販サイトなどでほとんどが「ジョイ・ツァイ」と表記している。

## プロフィール
- 出身地 - シンガポール
- 身長 - 170cm[2]（168cmの情報もある[3]）
- 血液型 - A型
- 学歴 - シンガポール理工学院（視力測定系）
- 言語 - 英語・北京語 (普通話)・福建語（閩南語）

## バイオグラフィー

### メジャーデビューまでの経緯
シンガポールで福建省系の銀行員の父親の元に生まれる。13歳の頃から多くの歌唱コンテストに参加する。高校時代はシンガポールで有名なライブハウス「木船民歌餐庁」を拠点に、兄の蔡立章（ツァイ・リーチャン）とともに音楽活動を行う。（蔡立章はその後シンガポールで作曲家として活動している）
1996年、18歳のジョイは、アジア各地に拠点を持つ中華圏大手のレコード会社海蝶音楽が主催するコンテストに参加し、そこで海蝶音楽の創設者の一人でもある著名プロデューサー許環良 (スー・ホァンリャン) の目に留まり、2000人の中から選ばれ歌手デビューを勝ち取る。しかし、突然の母親の死や大学進学のことでデビューは先送りとなり、大学卒業後にデビューすることを許環良と約束する。
1998年、この年のシンガポール建国記念日のテーマ曲「細水長流」を、ジョイは他の無名歌手2人と共に歌っている。
1999年、海蝶音楽の企画で、前述のライブハウスで活動していた無名歌手5人を集めたコンピレーションアルバム『Re Plugged -新音楽人記本-』がEMIからリリースされ、ジョイと兄の歌がそれぞれ2曲ずつ収録される。この時歌った「看見」の録音は、デビュー後の2作目のアルバムにボーナストラックとして収録されている。
2000年、大学卒業後にジョイは海蝶音楽と契約する。同時に当時海蝶音楽が台湾でのCDの発行を委託していたソニー・ミュージック台湾とも契約し、台湾へ移り住むことになる。そしてこの年の11月にアルバム『JOI』がソニー・ミュージック台湾からリリースされメジャーデビューすることとなる。（このアルバムには海蝶音楽の系列会社の名前が「製作」でクレジットされている）

### 活動休止期間
2001年、ソニー・ミュージック台湾は社内改革のための人員整理を行い、その対象となったジョイも突如契約解除の通告を受ける (後に台湾のテレビ番組「麻辣天后宮2006/12/18」で語ったことによると「違約金など一切もらえなかった」とのこと）。ジョイはシンガポールへ帰国し、契約の残っている海蝶音楽を頼るが、母国では無名だったジョイに仕事はなく、契約が切れる2003年まで全く芸能活動を行っていない。その後は大学時代に資格を得た視力測定師の技能を活かして病院で働くことになり、結局2001年中から2004年中までの約3年間は事実上、ジョイの活動休止期間となる。

### シンガポールでの成功
2004年、ジョイは病院の仕事をやめ、シンガポールのMusic Street Recordsと契約。そして同年9月にアルバム『日出』がリリースされることになり、このアルバムに収録された「涙そうそう」の中国語カバー「陪我看日出 (私と日の出を見に行こう)」がシンガポールで大ヒットする。アルバムのプロデューサーによると「この名曲のカバーには慎重になり、複数の作詞家に30以上もの詞を書かせた」とのこと。
一躍シンガポールでの知名度を上げたジョイは、これ以降数多くのドラマ主題歌を歌うことになり、マスコミから「主題歌女王」と呼ばれるようになり (2010年には主題歌だけを集めたベストアルバムも出ている)、更に2005年にはシンガポール政府による北京語普及キャンペーン（講華語運動）と観光キャンペーンでその主題歌を歌うとともにイメージキャラクターとして大使を務めている。
2005年12月にリリースされた台湾のピアニスト陳冠宇 (エリック・チェン) のアルバム『Love is…』に、2曲ジョイがボーカルで参加する。その1曲「對不起、我愛你」は中島美嘉「雪の華」の中国語カバーである。これらは翌年のジョイのベストアルバム『等一個晴天 新歌+精選』にも収録されることになる。
2006年、この年の「最も優れた青年賞 (最佳傑出青年獎)」が政府から授与される。

### 台湾での復帰・その後の活動
同2006年、ジョイが契約していたMusic Streetがワーナー・ミュージックに吸収合併され、それに準じてワーナー（台湾・シンガポール）と契約。新曲入り台湾向けベストアルバム『淳佳精選17首』がリリースされることになり、新曲に加えて既存曲を含めた5曲のミュージックビデオが新たに制作される。6年ぶりに台湾のテレビ番組にも出演。以後2009年までに2枚のアルバムが台湾からリリースされる。
また、この2006年の日本の紅葉シーズンには次のアルバム『慶幸擁有蔡淳佳 (蔡淳佳がいてよかった)』の2曲のミュージックビデオの撮影のために来日しており、東京表参道や代々木公園、横浜大さん橋などでロケを行っている。
2007年には中国でもチャリティーキャンペーンのイメージャキャラクターに起用され、それに合わせて上記『淳佳精選17首』に更に新曲を加えて再構成した中国向けベストアルバム『等一個晴天 (中国版)』がリリースされる。
2008年、台湾の第19回金曲獎（日本のレコード大賞に相当）において、アルバム『慶幸擁有蔡淳佳』を対象に最優秀女性歌手賞（最佳國語女演唱人獎）にノミネートされる。
この年の7月、シンガポール建国記念日の2008年テーマ曲「晴空萬里 Shine for Singapore」を発表。8月9日のパレードのフィナーレではシンガポールの歌手のハーディー・ミルザとともにスタジアムでこの曲をデュエットした。
同8月に再来日し、東京六本木ヒルズアリーナで行われたアジアン・フェスタにシンガポール代表で出演。16日から2日間ライブを行った。
2009年12月、10年の交際の末一般男性と結婚。マスコミには一切公開していなかったが、翌月ブログで告白したことで公になった。
2010年、ワーナー・ミュージックとの契約が切れ、自己レーベル「Joi Music」をシンガポールで起ち上げる。
2011年5月、長年の夢であった眼鏡店「Eyecare People」をシンガポールにオープンする。
2012年11月、自己レーベルからの初のリリースとなるEP『視界観 -Perspectives-』をUSBメモリで発表。自身のレーベルウェブページより通信販売のみの自主販売の形が取られ、後にネット配信される。
2014年12月、台湾の歌手である亡き鳳飛飛（フォン・フェイフェイ）を描いたシンガポール映画、『3688 -想入飛飛-』の主役にジョイが抜擢されたことが報道される。この映画は2015年9月にシンガポールで公開され、台湾でも2016年3月に公開された。また、同じ2016年3月に行われた第11回大阪アジアン映画祭のコンペティション部門に出品上映され、ジョイは監督のロイストン・タンと共に来日。11日に舞台挨拶と上映後のサイン会を行った。

## ディスコグラフィー

### アルバム
日本版CDは一切出ていないが、輸入盤として入手可能なものもある上、一部のアルバムは日本のiTunes Storeから「蔡淳佳」または「Joi Chua」の名前で配信されている。
| アルバムタイトル                  | 初回版発行日   | レーベル                                    | 備 考 |
| --------------------------------- | -------------- | ------------------------------------------- | --- |
| JOI                               | 2000年11月10日 | ソニー・ミュージック (台湾)                 | 後にシンガポールの海蝶音楽が版権を所有し、ネット配信される。 |
| 日出                              | 2004年9月9日   | Music Street (シンガポール)                 | 2004年中に中国版とVCD付きシンガポール2ndバージョンが出ている。 |
| 有一天我会 (CD+VCD)               | 2005年8月5日   | Music Street (シンガポール)                 | |
| 等一個晴天 新歌+精選 （2CD）      | 2006年9月20日  | ワーナー・ミュージック (シンガポール)       | 新曲3曲含むベストアルバムで、アマチュア時代の『Re Plugged』も含めレコード会社を超えた選曲。 2006年11月1日にVCD付き2ndバージョンが出ている。                                                                                |
| 淳佳精選17首                      | 2006年11月10日 | ワーナー・ミュージック (台湾)               | ベストアルバム。1CDに17曲を収録。 |
| 等一個晴天 (中国版)               | 2007年7月12日  | 広東音像出版社 (中国)                       | ベストアルバム。上記『淳佳精選17首』から1曲削り新曲「依恋」を追加したもの。 |
| 慶幸擁有, 蔡淳佳 JOI, BLESSED     | 2007年12月28日 | ワーナー・ミュージック (台湾・シンガポール) | 台湾で制作される。上記『等一個晴天 (中国版)』の新曲も収録されている。 2008年6月11日にDVD付き2ndバージョンがシンガポールのみで発行。 2008年8月1日には新曲2曲とMVを追加したAVCD仕様の3rdバージョンがシンガポールのみで発行。 |
| 回到最初 Back to Basics           | 2009年9月25日  | ワーナー・ミュージック (台湾・シンガポール) | 録音は主にシンガポールで行われている。 2010年1月4日に新曲「我們之間」を追加したDVD付き2ndバージョンがシンガポールのみで発行。                                                                                              |
| 淳劇佳曲                          | 2010年1月4日   | ワーナー・ミュージック (シンガポール)       | ジョイが歌ったドラマ主題歌のベストアルバム。未収録曲だった「我願意」を含め1CDに17曲を収録。 |
| 時間的礼盒 新歌＋淳情精選 （2CD） | 2010年6月28日  | ワーナー・ミュージック (シンガポール)       | 新曲2曲含む自身の選曲によるベストアルバム。 |
| 視界觀 PERSPECTIVES （EP）        | 2012年11月     | Joi Music                                   | 3曲の高音質音声ファイル(wav及び320kbpsのmp3)と動画などをUSBメモリに入れて限定3000部を発行。 後に日本も含めiTunes Storeより配信される。CDは未発行。                                                                         |
| 淳＋（EP）                        | 2015年12月     | Joi Music                                   | 中国のみCDを発行し、それ以外のアジア各地ではネット配信のみ。 |
| 我是我 I Am Me                    | 2017年5月      | Joi Music                                   | ネット配信先行で、2017年10月にCDを発行。 |

### コンピレーション・アルバム
| アルバムタイトル           | 発行日        | 備 考                                                                                                  |
| -------------------------- | ------------- | --- |
| 3688 想入飛飛 (電影原声帯) | 2015年9月15日 | 同名映画のオリジナル・サウンドトラック盤。 鳳飛飛のカバー4曲とオリジナル主題歌「念」が収録されている。 |

### シングル
| タイトル          | 発行日     | 備 考                                                                               |
| ----------------- | ---------- | ----------------------------------------------------------------------------------- |
| 玻璃              | 2014年4月  | 中国映画『放手愛』主題歌。                                                          |
| 一傳一 Be the One | 2014年11月 | チャリティーソング。中国語版と英語版をリリース。                                    |
| 信約              | 2014年11月 | シンガポールドラマ『信約:動蕩的年代』主題歌。陳偉聯(ケルビン・タン)とのデュエット。 |
| 自在蘇州          | 2016年5月  | 中国蘇州市イメージソング                                                            |

### J-POPからのカバー曲
| 曲 名          | カバー元                                                 | 収録アルバム                                                                                            |
| -------------- | -------------------------------------------------------- | --- |
| 陪我看日出     | 「涙そうそう」(夏川りみ版の編曲より)                     | 『日出』『等一個晴天 新歌+精選』『淳佳精選17首』『等一個晴天 (中国版)』『淳劇佳曲』『時間的礼盒』       |
| 星星眼睛       | The Little Monsters Family(ゆず＋寺岡呼人)「星がきれい」 | 『有一天我会』『等一個晴天 新歌+精選』『淳佳精選17首』                                                  |
| 未知的以後     | 夏川りみ「愛よ愛よ」                                     | 『有一天我会』『等一個晴天 新歌+精選』『淳佳精選17首』『等一個晴天 (中国版)』                           |
| 對不起、我愛你 | 中島美嘉「雪の華」                                       | 『等一個晴天 新歌+精選』『淳佳精選17首』『等一個晴天 (中国版)』『淳劇佳曲』(初収録は陳冠宇『Love is…』) |
| 等一個晴天     | 一青窈「かざぐるま」                                     | 『等一個晴天 新歌+精選』『淳佳精選17首』『等一個晴天 (中国版)』『淳劇佳曲』『時間的礼盒』               |
| 隱形紀念       | 中孝介「それぞれに」                                     | 『回到最初』『時間的礼盒』                                                                              |
| 回家的路       | 中孝介「家路」                                           | 『回到最初』『時間的礼盒』                                                                              |
| 我願意         | Every Little Thingの2ndアルバムより「All along」         | 『淳劇佳曲』(発表は2006年のシンガポールドラマ主題歌として)                                              |

### その他の参加曲
- Home（2011年2月 / シンガポールの2011年国防キャンペーン・ソング。39人のシンガポールアーティストによるリレー合唱に1フレーズ参加。この曲自体は1998年のシンガポール建国記念日テーマ曲としてシンガポールのアーティストであるディック・リーによって書かれたもの。YouTube）

## 参考ウェブサイト
- 療傷系紙片人，堅強溫柔的聲線（上）2006/12/19 生い立ちから台湾復帰までの記事1（繁体字中国語）
- 療傷系紙片人，堅強溫柔的聲線（下）2006/12/27 生い立ちから台湾復帰までの記事2（繁体字中国語）
- Joi Chua 公式サイト バイオグラフィー（英語）（中国語）
- G-Music 商品基本資料 台湾でのデビューから復帰までの記事（繁体字中国語）
- 蔡淳佳的传略 小档案 大事记 作品年表 星路历程 所获奖项 - 音魁網 デビューまでの経歴（中国語）
- 蔡淳佳国際歌友会（中国語）（英語）